# Gion Not Spegnas
Gion Not Spegnas, eigentlich Johann Otto Spinas (27. Februar 1888 in Tinizong – 16. Juli 1971 in Savognin oder Tinizong) war ein Schweizer Dramatiker und Lyriker in rätoromanischer Sprache.

## Auszeichnungen
- 1963: Gesamtwerkspreis der Schweizerischen Schillerstiftung

## Leben
Spegnas, Sohn des Gion Franzestg Spinas und der Helena Maria geb. Augustin, besuchte zunächst die Handelsschule in Freiburg. Danach arbeitete er als Concierge im In- und Ausland. 1928 gründete er die landwirtschaftliche Konsumgenossenschaft in Tinizong und leitete diese bis 1962.
Daneben war Spegans als Dramatiker und Lyriker in der rätoromanischen Sprache tätig. Für das gleichnamige historische Drama zu Benedetg Fontana, welches die Geschehnisse schildert, die zur Calvenschlacht von 1499 führten, erhielt er 1929 den Preis der Schweizerischen Schillerstiftung. Spegnas verfasste ausserdem zahlreiche Gedichte. 1921 gehörte er zu den Mitbegründern der «Uniun rumantscha da Surmeir» (URS). Von 1935 bis 1943 war er ferner Präsident des Kreises Oberhalbstein und katholisch-konservatives Mitglied des Bündner Grossen Rats.
Verheiratet war er mit Elma Luisa Bühlmann.